# Дитенхајм (Баварска)
Дитенхајм (њем. Dittenheim) општина је у њемачкој савезној држави Баварска. Једно је од 27 општинских средишта округа Вајсенбург-Гунценхаузен. Према процјени из 2010. у општини је живјело 1.708 становника. Посједује регионалну шифру (AGS) 9577122.

## Географски и демографски подаци
Дитенхајм се налази у савезној држави Баварска у округу Вајсенбург-Гунценхаузен. Општина се налази на надморској висини од 437 метара. Површина општине износи 29,3 km². У самом мјесту је, према процјени из 2010. године, живјело 1.708 становника. Просјечна густина становништва износи 58 становника/km².